# 제이스
제이스 (JACE, 본명: 윤자영, 1981년 12월 13일 ~ )는 대한민국의 힙합 래퍼이다. 2008년에 힙합 래퍼로 데뷔하였으며, 현재는 Miss $의 멤버이다. 소속사는 BrandNew Music이다.

## 생애

### 이력
가수 윤일로의 조카이자 연기자 윤철형의 사촌 여동생이라는 특별한 이력이 있다.

### 바이오그래피
JACE는 중학교 시절던 1994년부터 고등학교 때까지 원래 펜싱 선수로써의 커리어를 쫓았으나 친구와 적이 되는 것이 싫다는 이유로 펜싱 선수의 길을 포기하였다. 대신, 고등학교 때부터 좋아하게 된 힙합을 자신의 진로로 선택하였고, 2005년 오앤컴퍼니의 연습생으로 들어가 트레이닝을 시작하였다. 그 후 2년간의 트레이닝을 통해 첫 번째 정규앨범을 2007년 10월 발표하고 데뷔하였다. 데뷔 당시 윤희중이 랩 트레이닝을 시켰다고 해서 화제가 되었다.
그녀의 첫 싱글 〈사랑했어〉는 케이블 방송순위 1위를 차지하는 좋은 성적을 거두었으나 한편으로는 힙합 매니아들에게는 비교적 외면을 받았다. 이후 2008년 4월에는 후속곡 Baby Boo를 발표하였으며, 9월에는 중화권 투어 및 방송 활동을 펼치기도 하였다. 2009년 들어서는 두 장의 싱글을 더 발표하였으나 사랑했어, Baby Boo 이상의 성적을 내지는 못하였다. Someday 2009 Mix를 마지막으로 JACE는 한동안 피쳐링으로만 모습을 보였다.
2011년 3월 그녀가 Miss $의 멤버로 들어갔다는 것이 알려졌으며 이에 따라 BrandNew Stardom으로 소속을 옮긴 것도 공개가 되었다. 그러나 그녀의 독자 활동의 소속사는 BrandNew Music으로 되어있다. 이후 Miss $의 소속 역시 브랜뉴 뮤직으로 옮겨왔다. 브랜뉴 뮤직에서 그녀의 첫 활동은 〈좋아보여 pt.2〉로, 버벌 진트의 곡에 대한 재해석을 한 싱글이었다. 그 후에는 독자적인 활동은 없었던 대신 Miss $로 여러 곡을 발표하며 활동을 이어갔다.
대표곡: 사랑했어, Baby Boo, Jace Love, 〈좋아보여 pt.2〉

## 디스코그래피
- 2007년 10월 19일 《사랑했어》 정규 앨범
- 2008년 4월 7일 Baby Boo 미니 앨범
- 2009년 6월 9일 Jace Love 디지털 싱글
- 2009년 8월 21일 Someday 2009 Mix 디지털 싱글
- 2011년 11월 15일 《좋아보여 pt.2》 디지털 싱글
- 2015년 5월 15일 《해시태그》 디지털 싱글
- 2015년 8월 19일 《성에 안차》 디지털 싱글

## TV 출연
- 온게임넷 《켠김에 왕까지》
- 《언프리티 랩스타》 (2015년, Mnet)

## 이름
- JACE는 본명인 윤자영의 중간 이니셜 'J'에서 착안해, 매력적이라는 의미로 지은 것이다. 본래는 "아이비"라는 이름을 쓰려고 하였지만 아이비가 데뷔를 하는 바람에 이 이름을 선택하였다고 한다.[2]